# Elegía de Marienbad
La Elegía de Marienbad es un poema de Johann Wolfgang von Goethe. Marienbad pertenece actualmente a la República Checa, y es una ciudad balneario próxima a Karlovy Vary que se llama actualmente Mariánské Lázně.
Este poema está considerado como uno de los mejores de Goethe y el más personal. Refleja la devastadora tristeza que el poeta sintió cuando fue rechazado por Ulrike von Levetzow (aunque no lo hizo personalmente, sino mediante su amigo, Carlos Augusto de Sajonia-Weimar-Eisenach). Comenzó a escribir el poema el 5 de septiembre de 1823 en un carruaje que le llevaba de Cheb a Weimar, y lo concluyó a su llegada el 12 de septiembre. Se lo mostró sólo a sus más próximos amigos.

Ya perdí el Universo y me he perdido
a mí mismo -yo, amado de los dioses-
su Caja de Pandora me han vertido,
rica en gajes u horóscopos atroces.
Me tientan con la pródiga cascada
de los goces… y me hunden en la nada.
Goethe, Elegía de Marienbad, última estrofa en la traducción de Guillermo Valencia

Cómo ella me esperó para acogerme
Y alegrarme después con sutil cambio;
Tras el último beso concederme,
Un beso más posó sobre mis labios:
A fuego está esta imagen de mi amada
En mi fiel corazón siempre grabada.
Goethe, Elegía de Marienbad, novena estrofa en la traducción de  Manuel Alfonseca

Goethe nunca regresó a Bohemia y falleció en Weimar en 1832.